# Sendrogne
Sendrogne est un village de la commune belge de Sprimont situé en Région wallonne dans la province de Liège.
Ce village faisait partie de l'ancienne commune de Louveigné. Il est situé à la limite du Condroz et de la Calestienne.

## Description
Sendrogne est un ancien village où l’on trouve plusieurs maisons, fermes et fermettes du XVIIe siècle et du XVIIIe siècle  construites en moellons de calcaire et de grès. Le ri du Rouwâ disparaît au centre du village dans un chantoir.